# Timmerfabriek
Een timmerfabriek is een fabriek waar houten producten worden vervaardigd. Deze worden voornamelijk voor bouwwerken gebruikt.
Tot de producten die door deze bedrijven worden vervaardigd behoren: kozijnen, ramen en deuren, lijstwerken, puien, trappen, hekken, tuinhuisjes, gevelvullende elementen en houtskeletbouwelementen. Ook bestaan er timmerfabrieken die gespecialiseerd zijn in de restauratie van houten huizen of houten onderdelen van huizen en villa's. Sommige timmerfabrieken bedrijven zijn gespecialiseerd in één der producten, terwijl andere bedrijven meerdere specialisaties in huis hebben.

## Geschiedenis
Timmerwerkplaatsen zijn al zeer oud. Scheepswerven en molenwerven zijn voorbeelden van vroege industrialisatie, waarbij het timmerwerk een grote rol speelde. Bij de bouw werden timmerwerkzaamheden aanvankelijk vaak op locatie uitgevoerd door timmerlieden. Een van de eerste timmerfabrieken buiten Zweden, waar ze al iets langer bestonden, werd omstreeks 1850 opgezet door Thomas Cubitt te Londen. Als pionier van de projectontwikkeling liet hij onder meer de wijken Pimlico en Belgravia bouwen, waarvoor hij de timmerwerken in eigen werkplaatsen en fabrieken liet vervaardigen. In het stoomtijdperk was hierbij een schaalvergroting in de productiemethoden mogelijk.
In Nederland werden in de tweede helft van de 19e eeuw diverse stoomtimmerfabrieken opgericht. C. Roggenkamp pretendeerde met Molly te Appingedam in 1870 de eerste te zijn, maar de grote stoomtimmerfabriek Gebr. van Malsen aan de Frederikstraat te Den Haag was twee jaar ouder. Oprichter F.H. van Malsen was timmerman, aannemer en architect en maakte in zijn fabrieken onderdelen voor de bouw. Daarnaast werden ook papierstuc, parketvloeren, schooltafels deuren en lijsten vervaardigd. Hiernaast moet Timmerfabriek De Zwaluw worden genoemd, die eind 19e eeuw in Den Helder actief was. In 1912 telde Nederland reeds 85 timmerfabrieken.

## Proces
Timmerfabrieken gebruiken als grondstof gewoonlijk houten planken en platen. Bewerkingen worden gewoonlijk machinaal doorgevoerd, soms met computergestuurde machines. Daarnaast vinden ook handmatige bewerkingen plaats.
Voor het vervaardigen van kozijnen, bijvoorbeeld, zijn de volgende bewerkingen vereist:
- ruw inkorten van hout
- schaven van het hout
- kopse kanten voorzien van pen-en-gat verbindingen
- profileren van het hout
- opsluiten van de kozijnen
- spuiten van de kozijnen
- afmonteren en eventueel glas plaatsen
- verzendklaar maken

Het klassieke timmerwerk, waarbij draadnagels worden gehanteerd, is in het algemeen vervangen door het verlijmen, en soms nieten, van de verbindingen.
De timmerindustrie werkt met een groot aantal keurmerken om de kwaliteit van de elementen te waarborgen.
In Nederland is bijvoorbeeld KOMO-keur een bekend keurmerk.
Timmerfabrieken behoren gewoonlijk tot het midden- en kleinbedrijf, en hebben meestal hooguit enkele tientallen medewerkers. Er bestaan er zeer vele van. In Nederland zijn timmerfabrieken georganiseerd in de Nederlandse Bond van Timmerfabrikanten (NBvT), waarbij ongeveer 250 timmerfabrieken zijn aangesloten.